# Petit-Thier
Petit-Thier (Waals: Pitit-Tier) is een dorp in de Belgische provincie Luxemburg en een deelgemeente van Vielsalm. Het dorpscentrum van Petit-Thier ligt meer dan vier kilometer ten noordoosten van het centrum van Vielsalm.

## Geschiedenis
De oudste vermelding dateert van 1575.
Het dorp behoorde vroeger tot de gemeente Vielsalm. Op 12 maart 1847 fusioneerde Petit-Thier met Blanchefontaine, Poteau en zes andere gehuchten van Vielsalm tot een onafhankelijke gemeente.
Bij de gemeentelijke fusies van 1977 werd Petit-Thier een deelgemeente van Vielsalm.

## Demografische ontwikkeling
- Bronnen:NIS, Opm:1831 tot en met 1970=volkstellingen

## Bezienswaardigheden
- De Église Saint-Antoine

Deelgemeenten: Bihain · Grand-Halleux · Petit-Thier · Vielsalm

Overige dorpen: Bêche · Burtonville · Cahay · Commanster · La Comté · Dairomont · Ennal · Farnières · Fraiture · Goronne· Hébronval · Joubiéval · Neuville · Ottré · Petit-Halleux · Petit-Tailles · Provedroux · Regné · Rencheux · Salmchâteau · Ville-du-Bois 

Belgische gemeenten · Arrondissement Bastenaken · Luxemburg · Wallonië